# Batalla de Masoller
La batalla de Masoller fue un enfrentamiento bélico que tuvo lugar el 1 de septiembre de 1904 en Masoller, Uruguay, y significó el final de la Revolución de 1904, una guerra civil entre los colorados y los blancos.

## Historia
La localidad de Masoller se encuentra en el norte de Uruguay, en el Departamento de Rivera, y la frontera con Brasil; esta cercanía fue significativa para la conclusión de la batalla, puesto que el caudillo blanco Aparicio Saravia huyó malherido hacia Brasil, en donde fallecería exiliado diez días después.

Los vencedores colorados no quisieron perseguir a Saravia porque su intención era mantener el conflicto estrictamente dentro de las fronteras de Uruguay, de modo de evitar posibles enfrentamientos y desavenencias con el gobierno de Brasil.

Los heridos en batalla, tanto Blancos como Colorados, fueron curados y atendidos por la Familia Masoller, dueños de las tierras en las que se desarrolló la batalla y de filiación colorada; esta acción sería criticada por muchos de sus correligionarios.
Tras la batalla de Masoller, el ejército blanco se rinde, el Partido Nacional abandona sus posiciones inconstitucionales, y el gobierno recupera plenamente su autoridad. Esto marca el fin de la política de coparticipación. Con la firma de la paz de Aceguá, que puso término a la guerra civil, se consolida de manera definitiva el modelo urbano en Uruguay.
Esta batalla marcó la consolidación política de la presidencia de José Batlle y Ordóñez, representante y figura clave de los colorados y del Batllismo.

## La batalla de Masoller en la ficción
El escritor argentino Jorge Luis Borges, en su cuento La otra muerte, que forma parte del libro El Aleph, se refiere a la historia fantástica de Pedro Damián, que en delirios de muerte cuarenta años más tarde de la batalla redime su cobardía